# Karítsa (Piérie)
Karítsa, en grec moderne : Καρίτσα, est un village du dème de Díon-Ólympos, de Macédoine-Centrale en Grèce.
Selon le recensement de 2011, la population du village s'élève à 2 025 habitants.